# 보니 브램릿
보니 브램릿(Bonnie Bramlett, 본명(本名)은 보니 린 오패럴 브램릿(Bonnie Lynn O'Farrell Bramlett), 1944년 11월 8일 ~ )은 미국의 여성 가수 겸 작사가이며 피아니스트 겸 영화배우이다.

## 생애

### 주요 경력
- 1959년 피아노 연주자 첫 데뷔.
- 1965년 솔로 블루스 팝 가수 데뷔.
- 1967년 블루스 록 음악 밴드 "Shindogs"의 보컬리스트.
- 1969년 프로젝트 록 음악 밴드 "Delaney & Bramlett & Friends"의 보컬리스트 겸 피아니스트.
- 1970년 보컬 듀오 "Delaney & Bramlett"의 보컬리스트.
- 1974년 미국 영화 《Catch my soul》의 단역 출연을 통하여 영화배우 데뷔.

## 유명세
한때 그녀는 미국 부부 록 보컬 음악 그룹 "딜레이니 앤드 보니"의 보컬리스트 활약하였고 그의 前 부군(夫君)인 가수 겸 기타리스트 딜레이니 브램릿(Delaney Bramlett)은 "딜레이니 앤드 보니"의 《Superstar》라는 곡을 작사 및 작곡하여 1971년에 발표하였으며 《Superstar》라는 이 곡을 딜레이니 브램릿(Delaney Bramlett)이 나중에 다시 편곡하여 미국 남매 보컬 음악 그룹 "카펜터즈(Carpenters)"에게 주어 "카펜터즈(Carpenters)"도 《Superstar》라는 곡을 리메이크하였다.

## 기타 이력
그는 미국 남성 가수 겸 기타리스트 딜레이니 브램릿(Delaney Bramlett)과 1967년 결혼하였다가 1973년에 이혼하였다.